# Непшесня
Непшесня (пол. Nieprześnia) — село в Польщі, у гміні Бохня Бохенського повіту Малопольського воєводства.
Населення — 283 особи (2011).
У 1975-1998 роках село належало до Тарновського воєводства.

## Демографія
Демографічна структура станом на 31 березня 2011 року:
|          | Загалом | Допрацездатний вік | Працездатний вік | Постпрацездатний вік |
| -------- | ------- | ------------------ | ---------------- | -------------------- |
| Чоловіки | 149     | 36                 | 100              | 13                   |
| Жінки    | 134     | 37                 | 78               | 19                   |
| Разом    | 283     | 73                 | 178              | 32                   |